# Brigitte Yagüe
Brigitte Yagüe Enrique (Palma de Maiorca, 15 de março de 1981) é uma taekwondista espanhola, tricampeã mundial.
Brigitte Yagüe Enrique competiu nos Jogos Olímpicos de 2004 e 2012, na qual conquistou a medalha de prata.
É casada com o bicampeão mundial Juan Antonio Ramos.